# Mountains (canción)
«Mountains» —en español: Montañas—es una canción del grupo de música pop LSD . La canción fue lanzada el 1 de noviembre de 2018 y marca el cuarto lanzamiento del grupo, después de "«Genius», "«Audio» y «Thunderclouds».
La canción fue utilizada en la película musical Music, coescrita y dirigida por Sia. En la película, es interpretada por Kate Hudson y Leslie Odom Jr.

## Lanzamiento y promoción
Los miembros de Ground compartieron un breve clip de video y audio teaser animado el 29 de octubre de 2018. Diplo compartió parte de la canción en Instagram el 31 de octubre y la canción fue lanzada el 1 de noviembre.

## Recepción
DJ Mag describió la canción como "bondad del pop electrónico".

## Créditos y personal
Créditos adaptados de las notas del liner de LSD.
| - Sia Furler - escritora, letrista, voz - Labrinth - escritor, letrista, vocalista, productor, programación, instrumentación, ingeniero - Diplo - escritor, productor, programación, instrumentación - Nathaniel "Detonate" Ledwidge - productor, programación, instrumentación - Boaz van de Beatz - producción adicional - Gustave Rudman Rambali - producción adicional - Yoda Francesco - producción adicional - Bart Schoudel - ingeniero | - Luke Dimond - ingeniero - Chris Galland - ingeniero de mezcla - Robin Florent - ingeniero de mezcla asistente - Scott Desmarais - ingeniero asistente de mezcla - Manny Marroquin - mezclador - Randy Merrill - maestro |